# Николай Ожаровски
Николай Фьодорович Ожаровски (на руски: Николай Феодорович Ожаровский) е руски офицер, полковник. Участник в Руско-турската война (1877 – 1878).

## Биография
Николай Фьодорович Ожаровски 1-ви е роден през 1844 г. в Петербургска губерния на Руската империя в стар дворянски род. Учи в един от кадетските корпуси. Посвещава се на военното поприще и постъпва във военно училище - Кадетски корпус. По-късно учи и в Константиновското военно артилерийско училище Завършва на 19 години и започва службата си в Руската императорска армия. През 1863 г. е произведен в чин поручик и е зачислен в артилерийската пехота. Прикомандирован е в лейбгвардейски Финландски полк. В него остава до края на живота си. При започването на Руско-турската война на 30 август 1877 г. е произведен в чин полковник и батальонен командир в Лейб-гвардейски Финландски полк. С цел пълна блокада на Плевен, неговата част е определена да атакува двата редута край Горни Дъбник.

## Смърт
На 12/24 октомври 1877 г. лейбгвардейски Финландски полк атакува Големия редут от югозапад. Мястото е изключително голо, без растителност и надеждни прикрития. При настъплението са покосени много войници и офицери. Мъртвите гинат на групи, а някои са ранени с по два и три куршума. Мястото на боя е осеяно с мъртви и обезобразени тела и впоследствие е наречено „поляната на смъртта“. В края на деня двата редута са превзети с цената на над 3500 войници и офицери. В началото на боя е ранен смъртоносно и полковник Ожаровски. 

## Гроб
На сутринта на 13 октомври 1877 г. значителни команди са изпратени да съберат ранените и да копаят общ гроб за убитите. Някои войници са погребвани там където са намерени, предимно в края на гората и близо до рова на редута. За повечето убити нисши чинове е изкопана една обща братска могила от южната страна на шосето Плевен – София и на изток от малкия редут. Редом с нея е изкопана такава и за офицерите. На 14 октомври в 6 часа вечерта там са погребани полковник Николай Ожаровски, подпоручик Николай Пороженко и подпоручик Александър Гагман. Обредът е изпълнен от свещеника на Лейб-гвардейски Гродненски хусарски полк. На церемонията присъства и командирът на дивизията генерал-адютант граф Павел Шувалов. По желание на съпругата му, по-късно тялото на Ожаровски е ексхумирано и препогребано в Санкт Петербург на 21 февруари 1878 г. в Смоленското гробище.

## Паметници
Паметта на полковник Ожаровски е почетена с два паметник в парк-музей „Генерал Н. В. Лавров“:
- Братска могила на офицерите генерал Василий Николаевич Лавров, полковници Елмар Прокопе, Николай Феодорович Ожаровский, поручик Николай Николаевич Пороженко, подпоручици Сергей Михайлович Воробеев и Александър Феодорович Гагман, 17 унтер офицери (подофицери), 1 музикант и 80 нисши чина от Лейб-гвардейски Финландски полк и
- Каменен обелиск на полковник Николай Фьодорович Ожаровски до централната алея на парка.

## Галерия
- Входът на парк Лавров
- Барелеф на Ожаровски
- Близък план на паметника
- Паметник на Финландския полк
- Детайл от надписа на паметника
- Карта на парк Лавров

Вижте също
- Битки през Руско-турската война (1877-1878)
- Битка при Телиш
- Битка при Горни Дъбник
- Руски паметници в България